# Gino De Biasi (calciatore 1907)
Gino De Biasi (Mestre, 25 dicembre 1907 – Treviso, 20 novembre 1954) è stato un calciatore italiano, di ruolo portiere.

## Carriera
Inizia la carriera calcistica nella Libertas Fiera.
Quindi milita nel Treviso, esordendo in Terza Divisione il 7 dicembre 1924 in Libertas Venezia-Treviso (2-3). Al termine di quella stagione la squadra viene promossa in Seconda Divisione, ottenendo l'ammissione alla Prima nel campionato seguente.
De Biasi rimane al Treviso ininterrottamente per diciassette stagioni.
Tuttora è il giocatore che vanta, con la maglia del Treviso, il maggior numero di presenze in gare ufficiali, 335 (328 in campionato e 7 in Coppa Italia), ed anche il portiere ad aver incassato, nella formazione veneta, il maggior numero di reti, 433 (425 in campionato e 8 in Coppa Italia).

## Statistiche
Statistiche aggiornate al 1941.

### Presenze e reti nei club
| Stagione        | Squadra         | Campionato      | Campionato | Campionato | Coppe nazionali | Coppe nazionali | Coppe nazionali | Coppe continentali | Coppe continentali | Coppe continentali | Altre coppe | Altre coppe | Altre coppe | Totale | Totale |
| Stagione        | Squadra         | Comp            | Pres       | Reti       | Comp            | Pres            | Reti            | Comp               | Pres               | Reti               | Comp        | Pres        | Reti        | Pres   | Reti   |
| --------------- | --------------- | --------------- | ---------- | ---------- | --------------- | --------------- | --------------- | ------------------ | ------------------ | ------------------ | ----------- | ----------- | ----------- | ------ | ------ |
| 1924-1925       | Treviso         | TD              | 15         | -16        | -               | -               | -               | -                  | -                  | -                  | -           | -           | -           | 15     | -16    |
| 1925-1926       | Treviso         | SD              | 1          | -3         | -               | -               | -               | -                  | -                  | -                  | -           | -           | -           | 1      | -3     |
| 1926-1927       | Treviso         | PD              | 18         | -35        | -               | -               | -               | -                  | -                  | -                  | -           | -           | -           | 18     | -35    |
| 1927-1928       | Treviso         | PD              | 15         | -21        | -               | -               | -               | -                  | -                  | -                  | -           | -           | -           | 15     | -21    |
| 1928-1929       | Treviso         | PD              | 26         | -51        | -               | -               | -               | -                  | -                  | -                  | -           | -           | -           | 26     | -51    |
| 1929-1930       | Treviso         | PD              | 25         | -42        | -               | -               | -               | -                  | -                  | -                  | -           | -           | -           | 25     | -42    |
| 1930-1931       | Treviso         | PD              | 19         | -17        | -               | -               | -               | -                  | -                  | -                  | -           | -           | -           | 19     | -17    |
| 1931-1932       | Treviso         | PD              | 22         | -32        | -               | -               | -               | -                  | -                  | -                  | -           | -           | -           | 22     | -32    |
| 1932-1933       | Treviso         | PD              | 21         | -18        | -               | -               | -               | -                  | -                  | -                  | -           | -           | -           | 21     | -18    |
| 1933-1934       | Treviso         | PD              | 20         | -24        | -               | -               | -               | -                  | -                  | -                  | -           | -           | -           | 20     | -24    |
| 1934-1935       | Treviso         | PD              | 23         | -31        | -               | -               | -               | -                  | -                  | -                  | -           | -           | -           | 23     | -31    |
| 1935-1936       | Treviso         | C               | 28         | -31        | CI              | ?               | ?               | -                  | -                  | -                  | -           | -           | -           | 28+    | -31+   |
| 1936-1937       | Treviso         | C               | 24         | -25        | CI              | ?               | ?               | -                  | -                  | -                  | -           | -           | -           | 24+    | -25+   |
| 1937-1938       | Treviso         | C               | 30         | -24        | CI              | ?               | ?               | -                  | -                  | -                  | -           | -           | -           | 30+    | -24+   |
| 1938-1939       | Treviso         | C               | 22         | -25        | CI              | ?               | ?               | -                  | -                  | -                  | -           | -           | -           | 22+    | -25+   |
| 1939-1940       | Treviso         | C               | 18         | -25        | CI              | ?               | ?               | -                  | -                  | -                  | -           | -           | -           | 18+    | -25+   |
| 1940-1941       | Treviso         | C               | 1          | -5         | CI              | ?               | ?               | -                  | -                  | -                  | -           | -           | -           | 1+     | -5+    |
| Totale carriera | Totale carriera | Totale carriera | 328        | -425       |                 | 7               | ?               |                    | -                  | -                  |             | -           | -           | 335    | -425+  |